# El café de noche
El Café de noche es una pintura realizada por el pintor holandés Vincent van Gogh en septiembre de 1888 en Arlés. Su título está escrito en la parte inferior derecha del cuadro, bajo la firma. Actualmente este cuadro forma parte de las colecciones de la Yale University Art Gallery.

## Origen
En agosto de 1888, Vincent imagina este cuadro. Indica la idea de una carta fechada el 6 de agosto, dirigida a su hermano menor Theo:
... Hoy probablemente intentaré el interior del café donde tengo una habitación, por la tarde, bajo las luces de gas. Aquí, le llaman un «café de noche» (son más bien numerosos), y están abiertos toda la noche. Los «vagabundos nocturnos» pueden encontrar refugio, si no tienen dinero para un alojamiento o si van demasiado ebrios 
A principios de septiembre Vincent trabaja tres noches consecutivas en la realización de esta pintura, durmiendo de día. El día 8 el cuadro está acabado. Inmediatamente después lo expone en su cuarto de la Casa Amarilla.

## El cuadro

### Descripción
La pintura representa el Café de la Estación, en la plaza Lamartine, de Arlés (barrio de la Caballería), regentado por Joseph Michel y su esposa Marie Ginoux, que en noviembre de 1888 posan para Van Gogh y Gauguin. La escena, como indica el título de la obra, transcurre por la noche, precisamente a las doce y cuarto, según el reloj del fondo de la sala. En este gran salón de techo alto, característico de los cafés provenzales del siglo XIX, iluminados por lámparas de gas, se representa en el centro un billar francés y, todo alrededor, en estructura circular, las mesas y las sillas. Bajo la mirada del camarero, bien entrada la noche, una pareja y unos pocos clientes medio dormidos en su soledad.
Esta obra ilustra las investigaciones cromáticas del pintor en el uso de colores complementarios, en este caso el rojo y el verde. Van Gogh comenta el mismo esta obra:
... Acabo de terminar un lienzo representando un interior de un café por la noche, iluminado por lámparas. Unos pobres vagabundos de la noche duermen en una esquina. La sala está pintada de rojo, y allí dentro, bajo el gas, el billar verde proyecta una inmensa sombra en el suelo. En este lienzo hay 6 o 7 rojos diferentes, desde el rojo sangre hasta el rosa tierno, haciendo oposición a tanto de verde, pálido u oscuro.

### Influencias

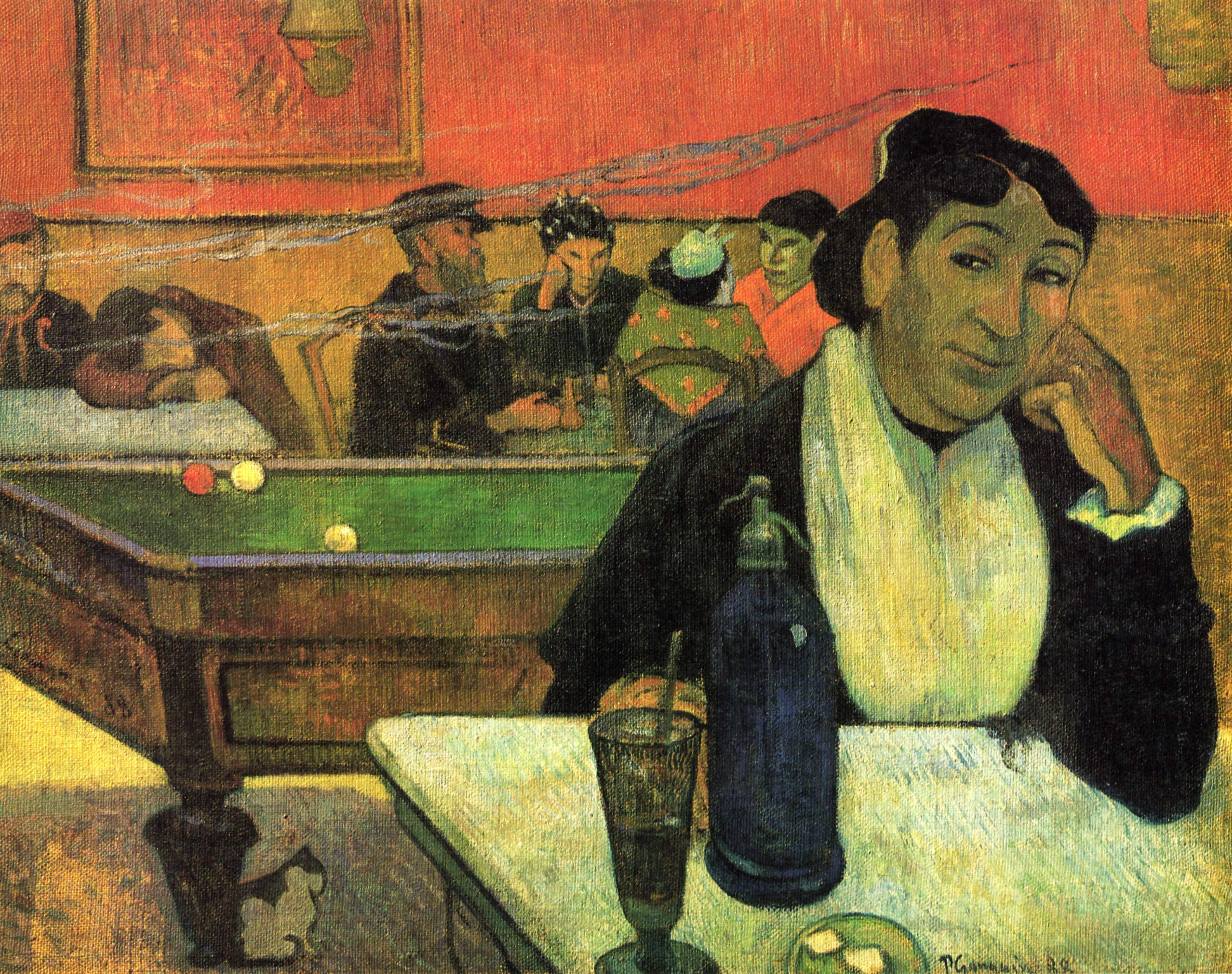
Café de noche en Arlés (Paul Gauguin)

Con este cuadro y otros como El viñedo rojo, van Gogh abre la vía del fovismo.
Paul Gauguin, que se reencontró con Van Gogh en Arlés, pintó igualmente este café un poco más tarde, en noviembre de 1888.

### Historia del cuadro
La pintura, que antes estaba en la colección de Ivan Morozov, en Moscú, salió clandestinamente fuera de la Unión Soviética en los años 1930, y actualmente está expuesta en la galería de arte de la Universidad de Yale.